# San Andrés, Amatán
San Andrés är en ort i Mexiko.   Den ligger i kommunen Amatán och delstaten Chiapas, i den sydöstra delen av landet, 700 km öster om huvudstaden Mexico City. San Andrés ligger 1 059 meter över havet och antalet invånare är 149.
Terrängen runt San Andrés är kuperad åt nordväst, men åt sydost är den bergig. San Andrés ligger uppe på en höjd. Runt San Andrés är det ganska tätbefolkat, med 90 invånare per kvadratkilometer. Närmaste större samhälle är Simojovel de Allende, 19,8 km sydost om San Andrés. I omgivningarna runt San Andrés växer i huvudsak städsegrön lövskog.